# Siegfried Leuchte
Siegfried Leuchte (* 24. März 1951; † 21. Dezember 2018) war ein deutscher Sportwissenschaftler und Hochschullehrer.

## Leben
Leuchte studierte von 1969 bis 1973 an der Martin-Luther-Universität (MLU) Halle-Wittenberg die Fächer Sport und Biologie. Anschließend war er an der Sektion Sportwissenschaft der MLU tätig und schrieb bei Jürgen Leirich an seiner Doktorarbeit, nachdem er ein Forschungsstipendium erhalten hatte. Gleichzeitig war er als Turntrainer beim SC Chemie Halle tätig. 1977 schloss er seine Promotion ab.
Im Zeitraum 1978 bis 1985 war er in Leipzig Leiter des Wissenschaftlichen Zentrums des Deutschen Turnverbandes der Deutschen Demokratischen Republik. In Veröffentlichungen in der Zeitschrift Theorie und Praxis des Leistungssports analysierte er während seiner Leipziger Zeit unter anderem die Ergebnisse und Leistungen von Turnweltmeisterschaften und befasste sich mit technischen sowie trainingswissenschaftlichen Aspekten des Gerätturnens. Leuchte kehrte 1985 nach Halle und zur Martin-Luther-Universität zurück, wo er am Lehrstuhl für Sportbiomechanik eine Stelle als wissenschaftlicher Oberassistent antrat. 1990 schloss er eine Habilitation in der Sportbiomechanik ab. Nach dem Ende der DDR blieb er an der MLU tätig. 1998 wurde Leuchte zum außerplanmäßigen Professor ernannt. Von 2000 bis 2005 war er an der MLU Direktor des  Instituts für Sportwissenschaft. Seine Hauptforschungsgebiete waren Sportbiomechanik, orthopädische Biomechanik und Gerätturnen.